# Péter Magyar (bubeník)
Péter Magyar (12. února 1964 – 19. května 2018) byl maďarský bubeník, rockový hudebník a významná osobnost undergroundového hudebního života v Maďarsku.

## Biografie
Mezi lety 1970 a 1978 byl žákem obecné školy v Medvědí ulici (Medve utca) ve II. obvodu hlavního města Budapešti. Poté v letech 1978 až 1982 absolvoval Gymnázium Ference Toldyho. Pro hudební kariéru se rozhodl už ve svých 12 letech, ale institucionalizovaným hudebním studiím se nevěnoval, dokonce ještě v roce se 2016 označil za amatéra. Roku 1981 založil první punk rockovou kapelu s názvem Invázió '84 (číslo v jejím názvu odkazuje na název Orwellova románu 1984), ve které hrál na bicí. Toto uskupení zkoušelo a vystupovalo především v kulturním centru Ikarus ve XVI. obvodu Mátyásföld. Na jednom z koncertů Invázió 84 si mladého bubeníka všiml Péter Sziámi Müller a v roce 1982 ho pozval, aby si zahrál se skupinou Európa Kiadó, kde nahradil Andráse Salamona na bicí soupravě. Podle jeho vlastních slov nikdo z členů kapely kromě kytaristy Józsefa Dénese (Dönci) neuměl hrát, a tak mohli pilovat společně. První významný hudební materiál, na němž Magyar hrál na bicí, byla deska Love '82. Jak sám přiznal, underground neznamenal jen hudební styl, ale také to, že se pravidelně zkoušelo ve sklepích a v podzemí. V roce 1983 spolu s László Kissem odešli ze skupiny Európa Kiadó, která se následně rozpadla. V roce 1984 se ale kapela znovu sjednotila a v témže roce byl uveden film Eszkimó asszony fázek, ve kterém hrál na bicí Magyar v kapele Trabant a později i v Balatonu. Díky čemuž v roce 1987 odjel s kapelou do Amsterdamu, poté hráli i na festivalu Glastonbury a také ve Vídni. Kapela Európa Kiadó se podruhé rozpadla, když se Jenő Menyhárt přestěhoval do Ameriky, i když se ještě v roce 2000 sešla na několika vzpomínkových koncertech. Magyar dále hrál coby bubeník, někdy jako host, někdy jako stálý člen ve skupinách: Sziámi, Sexepil, Orkesztra Luna a Trance Balance. V roce 1996 jej Tibor Szemző pozval do kapely Gordiusi Čomó, podílel se rovněž na formaci Ágnes Kamondy Dalok Közép-Nirvánábó a také s Jánosem Másikem ve skupině Gagarin. V roce 2016 vydal vlastní album s názvem Archiv: Csörömpölés oberok. Album, které je průřezem jeho celoživotní tvorby, obsahuje staré koncertní nahrávky i nové skladby. Zajímavostí je, že na archivních nahrávkách hraje pouze na bicí, zatímco v nových písních hraje i na kytaru nebo zpívá. Poté, co vážně onemocněl, uspořádal se svými kolegy muzikanty v roce 2017 benefiční koncert, jehož výtěžek byl věnován na pokrytí nákladů na jeho léčení. Své nemoci podlehl v květnu 2018 vě veku 54 let.

### Souvisejíčí články
- Zoltán Pásztory